# Musikgruppen KAL
Musikgruppen KAL är en akustisk visgrupp från Göteborg som bildades 1983 och består av Malte Krook, Bosse Andersson och Christer Larsson. Gruppens repertoar består i huvudsak av sjömansvisor gärna med anknytning till Göteborg och västkusten. Man varvar eget material med visor av andra textförfattare och kompositörer bl.a. har gruppen spelat in personliga tolkningar av Evert Taube, Lasse Dahlquist och Kent Andersson. Ibland framträder Musikgruppen KAL tillsammans med författarinnan Viveca Lärn, som även skrivit en del av gruppens texter.

## Diskografi
- 1987 - Havets aktörer och andra visor i satellitnevigeringens tid
- 1988 - Låtar om och från Göteborg (och Öckerö)
- 1991 - Vi som på havet vida: gamla sjömanssånger med Musikgruppen KAL
- 1992 - Gamla och nya sjömanssånger
- 1994 - Till den det vederbör
- 1998 - (r)-arnas största hits (samlingsskiva)
- 1999 - Det hände sig i Göteborg
- 2000 - ...havet där friheten är...
- 2003 - Nyss förtöjd
- 2007 - Steget
- 2017 - På Minnets Redd

## Utmärkelser
- Musikgruppen KAL tilldelades 1990 Lasse Dahlquist-stipendiet.